# Seč (Lipová)

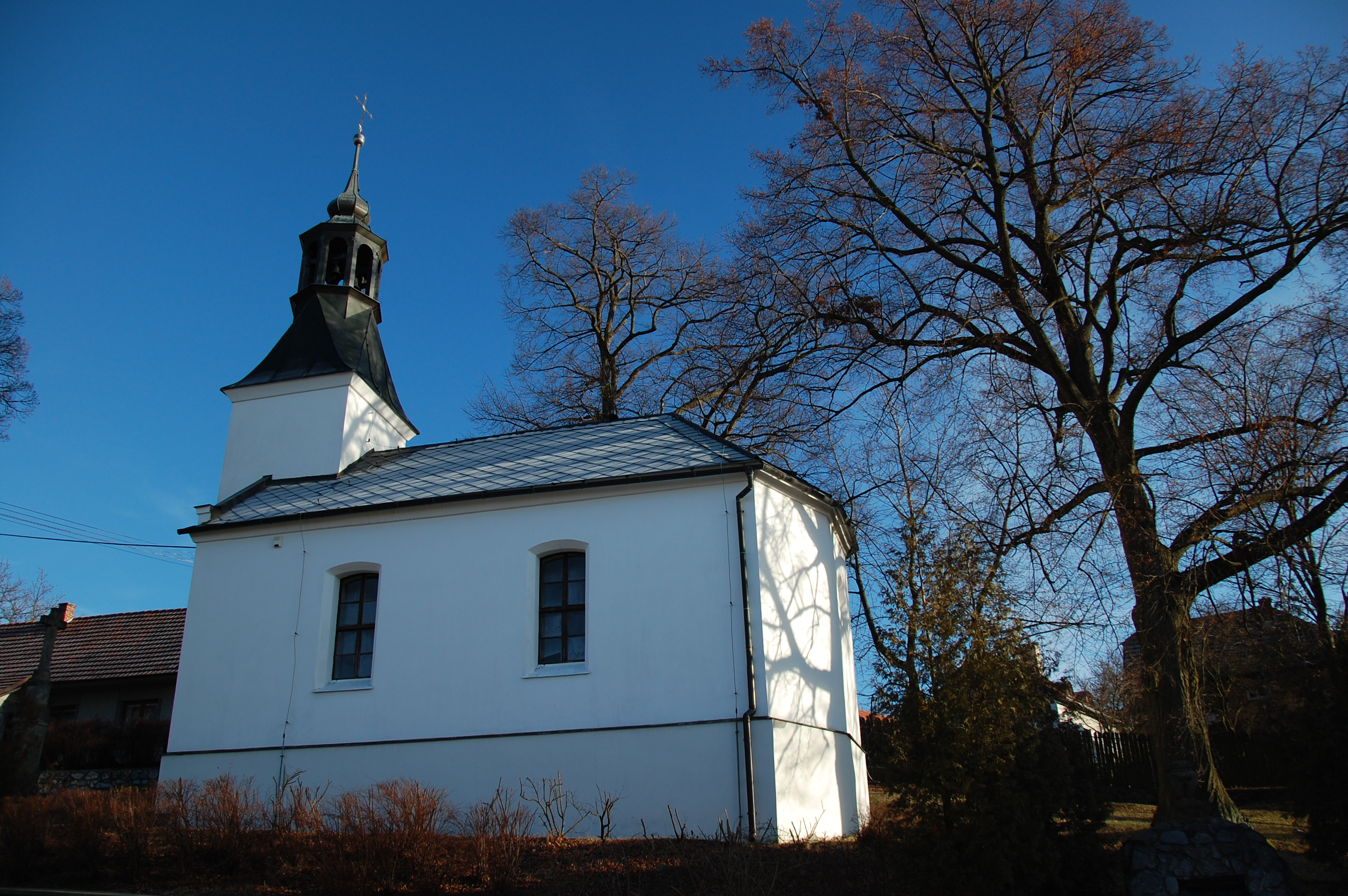
Kapelle des hl. Martin

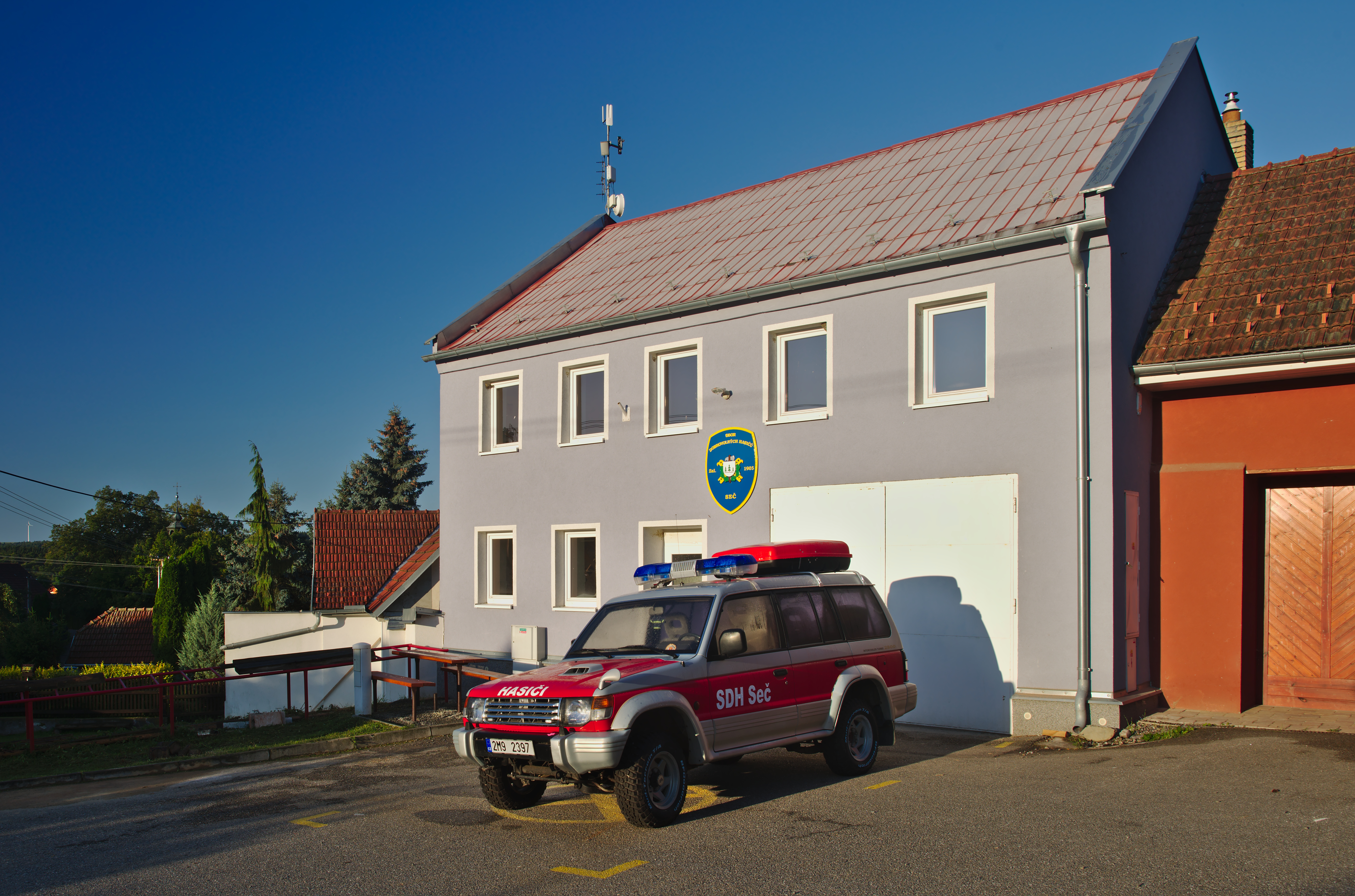
Spritzenhaus

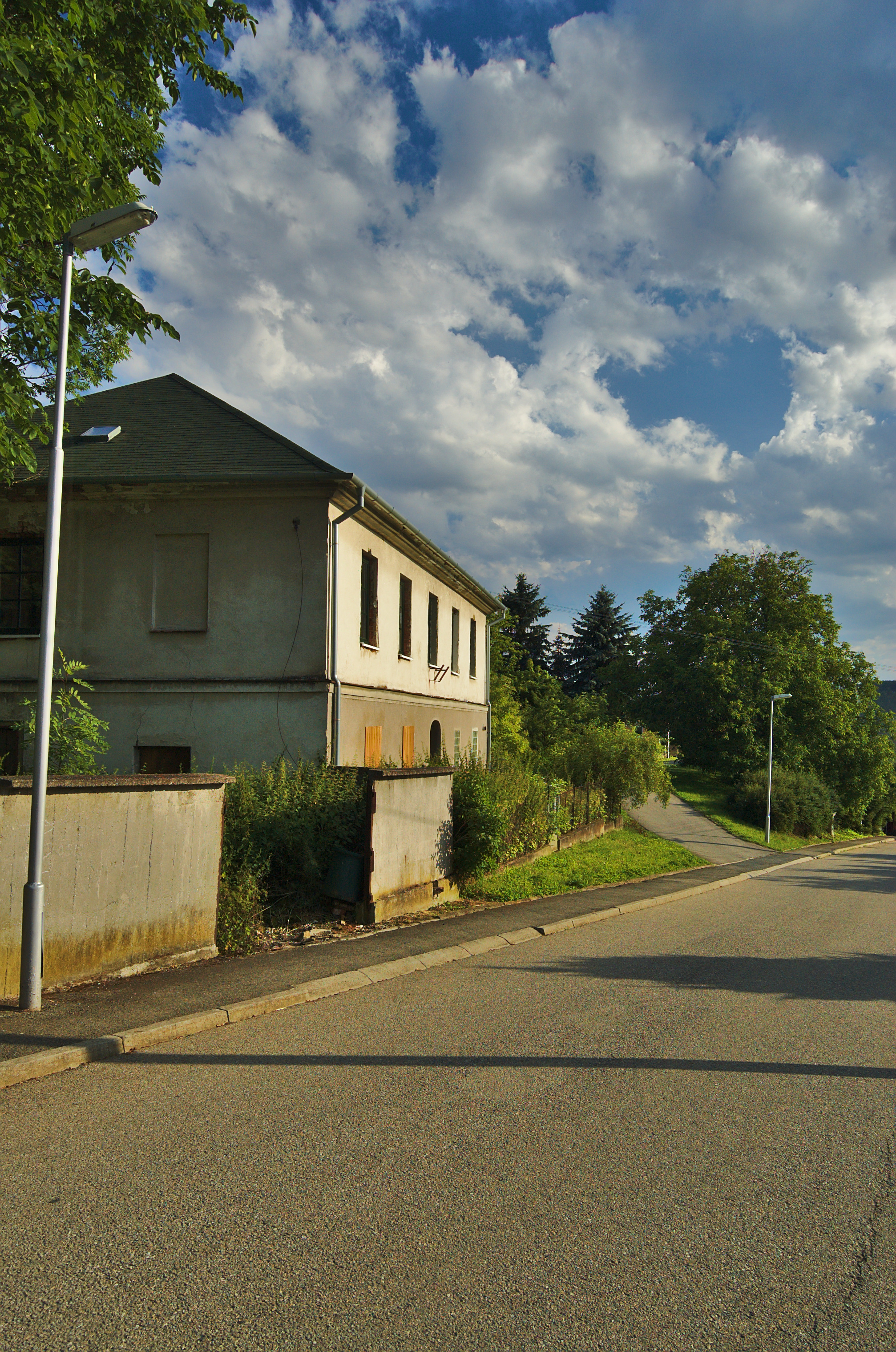
Ehemalige Schule

Seč (deutsch Setsch) ist ein Ortsteil der Gemeinde Lipová in Tschechien. Er liegt acht Kilometer südlich von Konice und gehört zum Okres Prostějov.  

## Geographie
Das von ausgedehnten Wäldern umgebene Breitangerdorf Seč erstreckt sich im Drahaner Bergland linksseitig des Baches Okluka in einem von einem namenlosen Bach durchflossenen Seitental. Nördlich erhebt sich der Čeharlí bzw. Vavrova skalka (Czerhaly, 603 m. n.m.), im Süden der Kozí hřbet (Ziegenrücken, 549 m. n.m.), südwestlich der U Suché louky (Lindenberg, 625 m. n.m.) und im Nordwesten die Hanačka (606 m. n.m.).
Nachbarorte sind Jednov, Klárky und Suchdol im Norden, Maleny, Stražisko und Ptenský Dvorek im Nordosten, Ptení und Nové Ptení im Osten, Pohodlí, Holubice, Stínava und Okluky im Südosten, Skřivánkov und Malé Hradisko im Süden, Lipovský Mlýn, Protivanov und Buková im Südwesten, Lipovský Dvorek im Westen sowie Lipová und Hrochov im Nordwesten.

## Geschichte
Das Dorf wurde wahrscheinlich nach dem Dreißigjährigen Krieg durch die Herren von Zástřizl auf Boskowitz gegründet und von Protivanov aus besiedelt. Der Ortsname Seč (zu deutsch Hau) ist ein Rodungsname und lässt darauf schließen, dass das Dorf als Rodungssiedlung entstand. Mit Johann Wenzel von Zástřizl erlosch das Geschlecht 1687 im Mannesstamme und wurde von den Grafen von Dietrichstein beerbt. Die erste urkundliche Erwähnung von Seč erfolgte im Jahre 1707. Bis 1784 gehörte das Dorf zur Pfarrei Protivanov, danach wurde es der neugeschaffenen Pfarrkuratie Ainsersdorf zugewiesen. 1793 wurde der Schulunterricht in privaten Räumen aufgenommen, als Lehrer fungierte der Schuster Martin Burget.
Im Jahre 1834 bestand das im Brünner Kreis nahe der von Proßnitz nach Lettowitz führenden Handelsstraße gelegene Dorf Setsch bzw. Secz aus 33 Häusern mit 316 mährischsprachigen Einwohnern. Erwerbsquellen bildeten die wegen der Höhenlage wenig ertragreiche Landwirtschaft, die Waldarbeit und die Leinweberei. Im Ort gab es eine Schule; am oberen Ende des Dorfes lag das Forsthaus Setsch, das der Bewirtschaftung der angrenzenden fremdherrschaftlichen Setscher Forstreviere (Herrschaft Ptin und Gut Czellechowitz) diente. Pfarrort war Ainsersdorf; der Amtsort war Boskowitz. Bis zur Mitte des 19. Jahrhunderts blieb Setsch der Allodialherrschaft Boskowitz untertänig.
Nach der Aufhebung der Patrimonialherrschaften bildete Seč / Setsch ab 1849 einen Ortsteil der Gemeinde Lipová / Lippowa im Gerichtsbezirk Boskowitz. Zwischen 1863 und 1864 ließ die Gemeinde ein Schulhaus bauen. Ab 1869 gehörte Seč zum Bezirk Boskowitz; zu dieser Zeit hatte das Dorf 328 Einwohner und bestand aus 38 Häusern. Im Jahre 1876 löste sich Seč von Lipová los und bildete eine eigene Gemeinde, die 1879 dem Gerichtsbezirk Plumenau und Bezirk Proßnitz zugeordnet wurde. Im Jahre 1900 hatte Seč 345 Einwohner, 1910 waren es 279. Die Freiwillige Feuerwehr wurde 1905 gegründet. Nach dem Ersten Weltkrieg zerfiel der Vielvölkerstaat Österreich-Ungarn, das Dorf wurde 1918 Teil der neu gebildeten Tschechoslowakischen Republik. Beim Zensus von 1921 lebten in den 44 Häusern von Seč 266 Tschechen. Im Jahre 1926 wurden in Seč zwei Wirtshäuser betrieben. 1930 bestand Seč aus 46 Häusern und hatte 255 Einwohner. 
Von 1939 bis 1945 gehörte Seč / Setsch zum Protektorat Böhmen und Mähren. Im Jahre 1950 lebten 173 Menschen in Seč. 1959 wurde die JZD Seč gegründet, sie ging bereits zwei Jahre später in der JZD Lipová auf. 1961 erfolgte die Eingemeindung nach Lipová. Nachdem das obere Wirtshaus 1962 verstaatlicht worden war, wurde das Gebäude als Gemischtwarenladen umgenutzt. 1967 wurde die Schule wegen zu geringer Schülerzahl geschlossen und die Kinder nach Lipová umgeschult. Ende der 1960er Jahre begann die Bebauung der Hänge zum Okluka-Tal mit Wochenendhäusern, 1970 standen dort bereits über 40 „chaty“. Beim Zensus von 2001 lebten in den 55 Häusern von Seč 104 Personen. 2017 stellte das untere Wirtshaus seinen Betrieb ein, seitdem gibt es in Seč kein Gasthaus mehr.

## Ortsgliederung
Der Ortsteil Seč bildet den Katastralbezirk Seč u Lipové. 

## Sehenswürdigkeiten
- Kapelle des hl. Martin, auf dem Dorfanger, erbaut 1887
- Steinernes Kreuz, vor der Kapelle
- Denkmal für die Opfer des Ersten Weltkrieges
- Sečská kostelní cesta (Setscher Kirchsteig), der unmarkierte Wald- und Feldweg führt zur Wallfahrtskirche Mariä Himmelfahrt in Jednov und wird von Holzkreuzen und Heiligenbildchen gesäumt.